# John Akii-Bua
John Akii-Bua (Lira, 3 december 1949 – Kampala, 20 juni 1997) was een Oegandese hordeloper. Hij was de eerste olympische kampioen van Oeganda.

## Biografie
Akii-Bua werd geboren uit een gezin met 43 kinderen, die zijn vader kreeg samen met acht vrouwen.
Hij begon zijn carrière als hordeloper op de korte afstand, maar gecoacht door Malcolm Arnold stapte hij over op de 400 m horden. Hij werd vierde bij de Gemenebestspelen in 1970 en realiseerde de snelste tijd van het seizoen in 1971. Hoe veelzijdig hij in feite was, onderstreepte hij in datzelfde jaar door in eigen land kampioen te worden op de tienkamp.
Hij was geen grote favoriet voor de Olympische Spelen in 1972, maar hij won toch de finale op de 400 m horden in de wereldrecordtijd van 47,82 s. Dit record was des te opmerkelijker, omdat hij met deze tijd drie tiende seconde afhaalde van het wereldrecord dat vier jaar eerder door David Hemery op grote hoogte in Mexico-Stad was gevestigd. Direct na afloop van zijn overwinning werd John Akii-Bua meegesleept in de euforie ervan. Hij vervolgde zijn loop in draf, sprong nog over een paar horden heen en zwaaide onder een enorme ovatie naar het publiek met de Oegandese vlag, die hij van een groepje fans had aangereikt gekregen. Op deze manier liep hij nog eens een hele ronde door het stadion. Zijn verklaring: "Ik heb niet nagedacht over wat ik aan het doen was. Ik had gewonnen, wilde niet dat het stopte. Ik wilde iedereen bedanken." John Akii-Bua was hiermee de eerste atleet die een ereronde liep na een overwinning. Sindsdien is deze ereronde een echte traditie geworden, niet alleen voor de winnaars van loopnummers, maar ook voor springers en werpers.
Het regime in Oeganda met dictator Idi Amin aan het hoofd stelde de aandacht die de atleet ontving, niet op prijs en plaatste hem onder huisarrest. Akii-Bua kon niet meedoen aan de Olympische Spelen van 1976, aangezien veel Afrikaanse landen die Spelen boycotten. Later werd hij zelfs gevangengenomen. Na zijn vlucht uit de gevangenis ging hij naar Duitsland, waar hij heeft gewoond, tot het regime van Amin in 1979 eindigde.
Op de Olympische Spelen van 1980 in Moskou werd hij op de 400 m horden in de halve finale uitgeschakeld met een tijd van 51,10.
John Akii-Bua overleed op 20 juni 1997 na een lang ziekbed en kreeg een staatsbegrafenis.

## Eerbetoon
De Nederlandse dichter Bert Schierbeek schreef over John Akii-Bua een gelijknamig gedicht.

## Titels
- Olympisch kampioen 400 m horden - 1972
- Afrikaanse Spelen kampioen 400 m horden - 1973
- Oost- en Centraal-Afrikaans kampioen 110 m horden - 1969
- Oost- en Centraal-Afrikaans kampioen 400 m horden - 1971, 1975
- Oegandees kampioen tienkamp - 1971

## Persoonlijke records
| Onderdeel    | Prestatie       | Datum            | Plaats  |
| ------------ | --------------- | ---------------- | ------- |
| 400 m        | 45,82 s         | 1976             |         |
| 400 m horden | 47,82 s (ex-WR) | 2 september 1972 | München |
| tienkamp     | 6933 p          | 9 oktober 1971   | Kampala |

## Palmares

### 400 m horden
- 1970: 4e Gemenebestspelen
- 1972:  Britse (AAA-)kamp. - 49,68 s
- 1972:  OS - 47,82 s
- 1973:  Afrikaanse Spelen - 48,54 s
- 1978:  Afrikaanse Spelen - 49,55 s
- 1980: 7e in ½ fin. OS - 51,10 s (in serie 50,87 s)

### tienkamp
- 1971:  Oegandese kamp. - 6933 p

1900: John Tewksbury ·
1904: Harry Hillman ·
1908: Charles Bacon ·
1920: Frank Loomis ·
1924: Morgan Taylor ·
1928: David Burghley ·
1932: Bob Tisdall ·
1936: Glenn Hardin ·
1948: Roy Cochran ·
1952: Charles Moore ·
1956: Glenn Davis ·
1960: Glenn Davis ·
1964: Rex Cawley ·
1968: David Hemery ·
1972: John Akii-Bua ·
1976: Edwin Moses ·
1980: Volker Beck ·
1984: Edwin Moses ·
1988: André Phillips ·
1992: Kevin Young ·
1996: Derrick Adkins ·
2000: Angelo Taylor ·
2004: Félix Sánchez ·
2008: Angelo Taylor ·
2012: Félix Sánchez ·
2016: Kerron Clement ·
2020: Karsten Warholm ·
2024: Rai Benjamin